# Max Strobel
Max Strobel (teilweise auch Ströbel geschrieben, * 15. Juli 1912 oder 1913 in Oelsnitz; † ebenda) war ein deutscher Polizist im Zweiten Weltkrieg. Als Leiter der Sicherheitspolizei war er für den Tod von mindestens 45 Menschen (mit)verantwortlich. In den letzten Kriegsmonaten befahl er den Tod von weiteren 25 Menschen in der niederländischen Provinz Friesland.

## Lebenslauf
Max Strobel arbeitete zunächst als Kaufmann, bevor er bei der Polizei in Düsseldorf in Dienst trat. Im Alter von 20 Jahren trat er der Schutzstaffel (SS) bei. Anfang 1942 wurde er zum Leiter der Sicherheitspolizei in Maastricht ernannt. Dort arbeitete er eng mit seinem Vertrauten Richard Nitsch (Verhörspezialist) und Hans Conrad (Sachbearbeiter für jüdische Angelegenheiten) zusammen. Im Verlauf des Krieges nahm auch der Widerstand in der niederländischen Provinz Limburg gegen das deutsche Regime zu. Strobel ging hart dagegen vor. Nitsch bekam von ihm die Erlaubnis, seine Gefangenen zu foltern. Dies ging so weit, dass die Nazi-deutschen Regeln in diesem Bereich übertroffen wurden. Es gab auch regelmäßige Hinrichtungen von Mitgliedern des Widerstands und beliebigen Personen. Die niederländische Justiz machte Strobel und seine Mitarbeiter nach dem Krieg für mindestens 45 Todesfälle verantwortlich. Beispielsweise wurden am 3. Mai 1943 sieben Streikende erschossen, die an den Streiks im April und Mai 1943 teilgenommen hatten.
Er hatte ein Verhältnis mit der Kollaborateurin Aldegonda Zeguers-Boere aus Maastricht. Im Mai 1944 versuchte der Limburger Widerstand, über sie einen verhafteten Kollegen frei zu bekommen. Einer der führenden Widerständler in Maastricht, Jo Lokerman, und einige andere verabredeten sich mit ihr. Sie forderte ein Lösegeld von zwölftausend Gulden. Anschließend wurden sie beim Verlassen des Hauses verhaftet. Infolgedessen wurden insgesamt 50 Personen festgenommen.
Die Alliierten rückten in der zweiten Hälfte des Jahres 1944 rasch in Richtung Limburg vor. Strobel und Nitsch setzten sich deshalb nach Friesland ab, in den noch nicht befreiten Teil der Niederlande. Dort setzten sie ihre Terrorherrschaft fort. Die Justiz hält sie da für den Tod von mindestens 25 Menschen verantwortlich. Im Mai 1945 ergaben sich der Sipo-Chef und seine Mitarbeiter in Fallschirmspringeruniformen den Kanadiern in Haarlem. Er selbst gab einen falschen Namen an (Max Starke oder Max Walther) und wurde in ein Kriegsgefangenenlager in Norddeutschland gebracht. Da niemand seine wahre Identität erkannte, wurde Strobel bald wieder freigelassen.
Im befreiten Süden der Niederlande war ein klares Bild von Strobels Kriegsaktivitäten entstanden, und die Jagd auf ihn wurde eröffnet. Im Februar 1947 behauptete ein Friese, Strobel im westfälischen Hamm getroffen zu haben. Dieser hätte ihm gesagt, es würde gerade ein Transport von untergetauchten SS-Leuten nach Argentinien organisiert. Ein Versuch der Briten, in deren Besatzungszone Hamm lag, Strobel zu verhaften, schlug fehl, weil sie ihn nicht finden konnten. Im Januar 1950 berichtete die niederländische Presse, Strobel sei in Düsseldorf festgenommen worden. Das beruhte jedoch auf einem Missverständnis, es handelte sich um eine andere Person mit demselben Nachnamen.
Der Journalist Bart Ebisch, Enkel eines der Opfer des unauffindbaren Deutschen, stellte Nachforschungen an. Die ergaben 2016, dass die niederländischen Versuche, Strobel zu entdecken, kaum je mehr waren als Korrespondenz zwischen niederländischen und deutschen Behörden. Beispielsweise wurde weder untersucht, ob Strobel sich unter einem seiner bekannten Decknamen registriert hatte, noch wurden seine Frau oder ehemalige Kollegen befragt, um mehr über seinen Aufenthaltsort herauszufinden.

## Weblink
- Gezocht: de SD-beul van Sneek. In: Leeuwarder Courant, 8. Oktober 2016.